# Dragan Mladenović (Fußballspieler)
Dragan Mladenović (serbisch: Драган Младеновић; * 16. Februar 1976 in Kraljevo) ist ein ehemaliger serbischer Fußballspieler. Er gewann mit Roter Stern Belgrad einmal die Meisterschaft von Serbien und Montenegro.

## Karriere

### Vereinskarriere
Die Karriere von Mladenović begann im Jahr 1993 bei Radnik Kraljevo in seiner Heimatstadt. Im Jahr 1995 wechselte er zum Lokalrivalen Sloga, mit dem er in der zweiten Liga der Bundesrepublik Jugoslawien spielte. Im Sommer 1998 verpflichtete ihn Erstligist FK Zemun. In der Saison 2000/01 wurde er an Zweitligist FK Rudar Pljevlja ausgeliehen, mit dem ihm der Aufstieg gelang. Er kehrte jedoch nach Zemun zurück. Im Sommer 2002 nahm ihn der FK Roter Stern Belgrad unter Vertrag, mit dem er die Meisterschaft 2004 gewinnen konnte. Anschließend verpflichtet ihn der schottische Spitzenklub Glasgow Rangers. Dort konnte er sich nicht durchsetzen und wurde Anfang 2005 bis Saisonende an Real Sociedad San Sebastián nach Spanien ausgeliehen. Im Sommer 2005 kehrte er zu Roter Stern zurück, ehe er Anfang 2006 zu Incheon United in die südkoreanische K League wechselte. Dort beendete er im Jahr 2009 seine aktive Laufbahn.

### Nationalmannschaft
Mladenović debütierte am 20. August 2003 im EM-Qualifikationsspiel gegen Wales in der Nationalmannschaft von Serbien und Montenegro. Er konnte in diesem Spiel den Treffer zum 1:0-Endstand erzielen. Er verpasste mit seiner Mannschaft jedoch die Qualifikation zur Endrunde. Bis zu seinem letzten Länderspiel am 16. November 2005 gegen Südkorea kam er insgesamt 17 Mal zum Einsatz.